# Kočubeevskoe
Kočubeevskoe (in russo Кочубеевское?) è un villaggio della Russia europea meridionale, situato nel Territorio di Stavropol'; è il centro amministrativo del distretto Kočubeevskij.
Si trova sulla riva sinistra del fiume Kuban', 45 km a sud di Stavropol' e 10 km a sud-ovest di Nevinnomyssk.